# Skatuddens varv

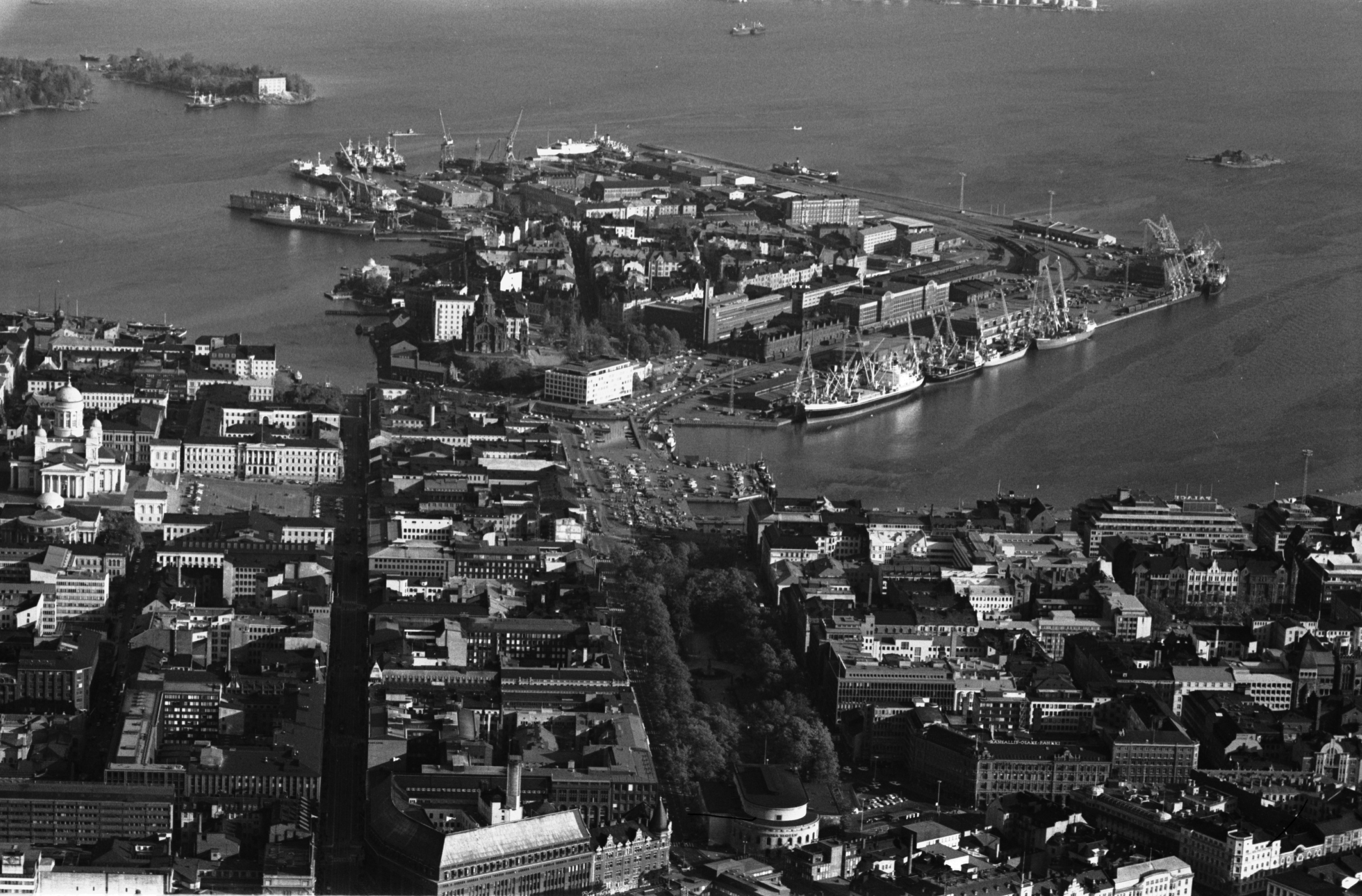
Skatudden sedd från nordväst, 1970 Varvet syns i övre vänstra delen.

Skatuddens varv (finska: Katajanokin telakka) var ett skeppsvarv på Skatudden i Helsingfors, vilket var Valmets huvudvarv fram till mitten av 1970-talet. 
Den nybildade finländska staten grundade Statens varv på Skatudden 1918. Året därpå hade varvet två flytdockor, filnings-, bearbetnings-, trä- och plåtverkstäder. Under mellankrigstiden fungerade det som ett reparations- och underhållsvarv för Finlands marin.
Efter mellanfreden i Moskva i september 1944 efter fortsättningskriget började staten en storskalig skeppsbyggnad på Skatuddens varv, liksom på flottans varv i Sveaborg och flottans varv i Pansio i Åbo, för att uppfylla Finlands krigsskadestånd till Sovjetunionen. De tre varven organiserades 1945 som Statens varv, vilket 1946 införlivades i Valtion Metallitehtai (från 1951 Valmet Oy).

## Flytt till Nordsjö
Eftersom Skatuddens varv inte kunde bygga större båtar än på ungefär 10.000 ton och varvsområdet inte kunde utvidgas, fanns ett behov att omlokalisera varvet. Riksdagen fattade därför i november 1971 beslut om att uppföra det nya Nordsjövarvet i Nordsjö i östra delen av Helsingfors. Där lades kölen till det första fartyget i december 1973.
Hela verksamheten flyttade till Nordsjö fram till 1977, varefter Skatuddens varv, liksom Sveaborgs varv, lades ned.